# Knínice u Boskovic
Knínice u Boskovic là một chợ huyện thuộc huyện Blansko, vùng Jihomoravský, Cộng hòa Séc.